# 移山棋
移山棋（Blam!），是Jon Eargle在2005年推出使用冰室棋子的兩到四人棋類，行棋類似落珠棋。

## 棋具
- 使用國際象棋棋盤。

- 每方各用一組不同色的冰室棋子--大中小各五枚，各方各十五枚。

## 規則
- 每方輪流下一子，並以此棋為中心，將八方鄰格的任何棋子朝外推動一格，並將以下動作連續進行，直到該些棋子皆移入空格，或被移回，才回合結束。
  - 被推動的棋子若移入有任何棋子的棋位，則將原本該處的棋子同樣朝外推動一格。
  - 棋邊格的棋子若被推往棋盤外，則敵棋被移出遊戲不再使用，己棋回到己方手中。

- 無棋子可下時，該玩家必須讓過。

- 每方皆無棋子可下時，遊戲結束。每方以場上的己方棋椎作分數，最多分者勝[1]。
  - 每一枚大棋椎：三分。
  - 每一枚中棋椎：二分。
  - 每一枚小棋椎：一分。

## 外部連結
- 遊戲介紹 （页面存档备份，存于）
- 實戰棋譜 （页面存档备份，存于）